# 伊藤篤司
伊藤 篤司（いとう あつし、1972年4月18日 - ）は、日本の元バスケットボール選手、現指導者である。現在はWリーグの新潟アルビレックスBBラビッツヘッドコーチ。

## 来歴
静岡県出身。
浜松商業高校から京産大を経て、愛知機械工業で選手を経験。
引退後は指導者に転じ、2002年にアメリカのニューマン大学でコーチングキャリアを開始。
帰国後はアイシンAW女子のコーチに就任し、W1リーグ優勝に導いた。
2011年からはアイシンAW男子のヘッドコーチに就任しJBL2準優勝。
2014年からは実業団の紀陽銀行でヘッドコーチ。
2019年からは新潟医療福祉大監督を務め3年連続インカレ出場。
2022年、Wリーグの新潟アルビレックスBBラビッツヘッドコーチに就任。